# Црква Светог Ђорђа (Зупци)
Црква Светог Ђорђа у Зупцима или Ђурђева црква на Бравенику један је од верских објеката Зубачке парохије у сатаву Епархији захумско-херцеговачке и пориморске, Српске православне цркве у Босни и Херцеговини, изграђена 1901. године на темељима некадашње манастирске цркве из периода Светога Саве и династије Немањића, када је Архиепископија била на Пељешцу у граду Стону. Ова црква је сазидана од стране мештана Зубаца у знак сећења на манастирску цркву која је спаљена и разорени до темеља у 18. веку, након доласка Османлија на овај простор. Након бурних времена и два светска и једног међуетничког рата у Босни и Херцеговини, црква је обновљена 1989. године.

## Положај
Црква Светог Ђорђа изграђен је на узвишењу Брвеник, на крајњем југоистоку требињске општине, у саставу Републике Српске и Босне и Херцеговине, на брдско-планинској заравни Зупци односно на уласку из Зубачкога поља у Сутјеску на десној страни на обронку Бијеле горе, на простору површине од око 200 км2. Ова географски затворена целина са крашким пољима и узвишењима до 800 м надморске висине, настала изнад мора одликују се многобројним  кречњачким вртови са огољелим и безводним пејсажом.
Због природе рељефа, Зупци су од околине потпуно одвојени, што брдским, што планинским венцима, а наслеђене градитељске вредности, засноване на природној спони између приморја и континенталног залеђа, од најстаријих времена улазе у оквир затвореног субмедитерана. Зараван је од праисторије насељавана у Дубравама, Коњском, Царевом, Ћеклином и Пуковом пољу.

## Историја
Срби су све до Светога Саве на простору Источне Херцеговине припадали тадашњим Епископијама у Приморју, Зети и Рашкој. Када је Српска Црква као аутокефална Архиепископија организована самостално, Епископија Хумска (касније као Митрополија, звана још Захумска, Херцеговачка, Требињска, Херцеговачко-захумска) основана  је 1219. године од стране Светога Саве, Архиепископа свих српских и приморских земаља. Тада је Свети Сава изборио и издејствовао осамостаљење и аутокефално црквено организовање простора на којима су живели, и до тада православни, Срби. Као  први Архиепископ за ове Српске и Приморске земље, које носи и у своој архиепископској титули, Свети Сава је на овом простору Балкана организовао две Епископије: Зетску, са седиштем на Превлаци у Боки, и Хумску са седиштем у Стону. Ова промена утицала је на настанак многих храмова у Источној Херцеговини, међу којима се спомиње и Манастир Светог Ђорђа у Зупцима.
Да је манастир у Зупцима изграђен у средњем веку у време Светог Саве потврђују налази археолошких истраживања, открића историчара и бројна народна предања. Откриће првобитних темеља, као и материјални остаци 41 стећка, указују на постојање црквеног живота на овим просторима и у ранаом периоду хришћанства.
Рушење манастира
Доласком на простор Зубачког поља у 18. веку Османилија су спалили  и разорени до темеља манастир и манстирску цркву и убили 14 монаха. Неколицко преживелих монаха (није познат број) који су се спасли у брдима источно од црквишта обновили су монашки живот до смрти и последње припадника ове заједнице, када се она потпуно гаси. О постојању ове заједнице по народном предању сведечи Калуђерска пећина,  у брду на ободу Зубачког поља.
Обнова храма
Народ Зубачког поља из темеља је подиго нови храм 1901. године, или цркву Светог Ђорђа или Ђурђеву цркву на Бравенику, која је временом постала саборна за целу Зубачку висораван. Средства за изградњу храма равномерно су обезбедила (према бројности) домаћинстава Зубачких племена.
Храм након Другог свестког рата
Након Другог светског рата у комунистичком периоду у тадашњој СФР Југославији, верски живот је скоро замро, У таквим условима црква на Брвенику је полако страдала ...од зуба времена и људског немара и све више пропадала...да би седамдесетих година остала без врата и са нарушеним кровом који прокишњава. По црквеној порти је пасла стока и не ријетко се у цркву затварала.

Новонастале политичке промене у Југославији, које су утицале на промену става према цркви и верницима с краја 1980-тих охрабрио је вернике Зубачког поља да обнове верски живот на овом простору. Они 1989. године обнављају храм и подижу зид ограду око црквене порте. Од тада је према запису Настојатеља храма: јеромонаха Синђел Исаија (Павловића)...
...поново заживјела црква и црквени живот народа зубачког иако је на помолу био и избио грађански рат на простору бивше Југославије која се убрзано распада. Народ је сада био јединствен и одлучан да стоји на бранику постојбине србске и вјере Светосавске.
Манастир  у Републици Српској
За Ђурђевдан 2010. године започела је изградња и обнова цркве Светог Ђорђа и за годину дана рада уз Божију помоћ начињен је мали помак,и поред тога што се  куће у овом подручју постепено, али сигурно дан за даном гасе и Зубци постају све више пусти.

## Изглед
Данашња црква сазидана 1901. године а обновљена 1989. и 2010. године је једнобродна грађевина сазидана од притесаног камена, са кровом на две воде препокривеним црепом. Изнад улазних врата налази се звоник са три звона у два нивоа. Светлост у цркву улази кроз по три полукружна прозора са обе стране грађевине. У цркву се улази кроз масивна дрвена врата са западне стране.
У ограђеној црквеној порти налазе се темељи првобитног манастирког храма и манастирско гробље са некрополом у којој је откривен 41 средњовековни стећак